# Thomas Brall
Thomas Brall (* 27. Juli 1963 in Berlin) ist ein ehemaliger deutscher Volleyball- und Beachvolleyballspieler.

## Karriere
In den späten 1980er Jahren spielte Thomas Brall auf der Zuspielposition in der Bundesliga beim VdS Berlin und danach beim Nachfolgeverein SCC Berlin. 1992 wechselte er zum Ligakonkurrenten Post Telekom Berlin. Später spielte er in Berlin beim Zweitligisten SG Rupenhorn und in der Regionalliga bei Helios. Thomas Brall gewann 1986 den DVV-Pokal und war auch mehrfacher deutscher Nationalspieler.
Im Beachvolleyball war Thomas Brall einer der Pioniere in Deutschland. Mit seinem Partner Jan Fell erreichte er auf der FIVB World Tour 1990 in Sète den siebten Platz und bei den deutschen Meisterschaften 1992 den dritten Platz. Mit David Schüler wurde er bei den deutschen Meisterschaften 1993 erneut Dritter und 1994 deutscher Vizemeister.